# 格拉納季夫
50°42′49″N 24°48′53″E / 50.71361°N 24.81472°E
格拉納季夫（烏克蘭語：Гранатів），是烏克蘭的村落，位於該國西部沃倫州，由沃洛德米爾區負責管轄，面積0.82平方公里，海拔高度239米，2001年人口163，人口密度每平方公里198.78人。